# Serviteur du peuple 2
Pour les articles homonymes, voir Serviteur du peuple.
Pour plus de détails, voir Fiche technique et Distribution.
Serviteur du peuple 2 (ukrainien : Слуга народy 2, français : Serviteur du peuple 2, russe : Слуга народа 2) est un film politique et humoristique ukrainien réalisé en 2016 par Oleksi Kiriouchtchenko (ru), dans lequel Volodymyr Zelensky tient le premier rôle. 
En avril 2017, le film est nommé dans trois catégories de la compétition du film national ukrainien Zolota dziga (toupie d'or),. En août 2017 le film a été sélectionné pour participer à la section « Focus sur le cinéma mondial » (anglais : Focus on World Cinema) du programme principal Festival des films du monde de Montréal 2017.
La particularité du film est, comme l'a remarqué le scénariste Andriï Kokotiouka, que contrairement aux traditions des productions de Studio Kvartal 95, dont neuf de leurs derniers films étaient réalises à 100 % en russe, le film Serviteur du peuple 2 est d'abord réalisé en langue ukrainienne et reste pour la suite de sa réalisation presque à moitié ukrainien.
Il s'agit du dixième film du Studio Kvartal 95 qui a commencé à produire en 2009 avec le film Love in a big city.

## Synopsis
Le président Vassili Goloborodko (Volodymyr Zelensky) est au pouvoir depuis six mois. La situation économique du pays s'est détériorée, les prix augmentent, la monnaie nationale se déprécie. Les indices de popularité du président sont en baisse rapide. Pour stabiliser la situation, Goloborodko a besoin d'une aide financière d'urgence du FMI de 15 milliards d'euros auquel il aura accès si l'Ukraine entreprend les réformes anti-corruption. Toutefois la Rada suprême, secrètement dirigée par les oligarques, empêche le vote relatif à ces dispositions légales.
Le président Goloborodko est désespéré. Il est obligé de se tourner vers son ennemi politique féroce, l'ancien premier ministre Iouri Ivanovitch Tchouïko (rôle joué par l'acteur Stanislav Boklane) pour lui demander conseil et assistance alors qu'il l'a lui-même mis en prison pour un scandale politique de corruption. Tchouïko propose d'aider le président à résoudre son problème en échange de son amnistie. Il est obligé de développer une stratégie complexe, pour créer artificiellement un conflit d'intérêts entre les oligarques et forcer ainsi la Rada à accepter un ensemble de lois anti-corruption impopulaires parmi les députés.
Devenus alliés temporaires, le Président et l'ex-premier ministre font un voyage en Ukraine pour réaliser leur plan. Ils partent à Kharkiv, Odessa, Zaporijjia, Dnipro et à Lviv. Il leur arrive de nombreuses aventures, des accrochages avec les titouchky.

## Fiche technique
- Titre : Serviteur du peuple 2
- Réalisation : Oleksi Kiriouchtchenko (ru).
- Scénario : Andriï Iajovlev, Oleksi Kiriouchtchenko (ru), Youri Kostiouk, Serueï Chefir, Boris Chefir
- Musique : Dmytro Chourov, Anastasia Kamenshkik
- Opérateur : Suergiï Kochel
- Mise en scène : Vadim Chinkarov
- Costumes : Ielena Fomina
- Production : Volodymyr Zelensky, Andriï Iakovlev
- Société de distribution : Studio Kvartal-95
- Pays d'origine : Ukraine
- Langue : russe et ukrainien
- Genre : Comédie
- Dates de sortie : décembre 2016

## Distribution
- Volodymyr Zelensky : Vassile Gobolorodko
- Stanislav Boklan : Iouri Tchouiko
- Anastassia Tchepeliouk : Ganna Mikhaïlivna
- Yevhen Kochovy : Serhiï Moukhine

## Lien avec la série télévisée
Les événements du film couvrent une partie de la deuxième saison de la série éponyme Serviteur du peuple.

## Tournage
Le tournage a commencé le 13 août 2016 à la gare centrale de Kiev et se poursuit à Odessa, Lviv, Kharkiv et à Zaporijjia. Les bandes sonores utilisent des chansons des groupes ukrainiens Pianoboy, Bommbox et Drouga Rika.

## Sortie
Une pré-projection du film a eu lieu le 19 décembre 2016 à Kiev. Le film est sorti en salle en Ukraine le 23 décembre 2016. Le distributeur du film en Ukraine est l'UFD.
Le film a été projeté également en Biélorussie à partir du 27 avril 2017.

## Distinctions
- Prix national ukrainien Zolota dziga (le 20 avril 2017) du meilleur film, du meilleur acteur, du meilleur second rôle[9].